# Philippine Zadéo
Pour l’article ayant un titre homophone, voir Philippine.
Philippine Zadéo, plus connue sous le nom de Philippine, est une chanteuse française, née le 4 avril 1998 à Saint-Claude (Jura).

## Biographie
À trois ans environ, sa famille va habiter au Canada. Passionnée par la musique, elle s'initie au piano. À huit ans, elle revient en France. À l'âge de 18 ans, elle est titulaire d'un bac ES et décide de se lancer dans la musique. Elle rejoint la ville de Nancy pour faire des études à la Music Academy International. 
En 2018, elle participe et remporte le concours musical NRJ Talent avec la chanson Tout va bien d'Orelsan. Philippine participe aussi au concours The Voice où elle n'est pas retenue. Elle signe avec le label Mercury. Elle réalise alors son premier single, Sors de ma tête, sous le label. Puis, la Jurassienne est invitée à collaborer avec Gavin James. L'irlandais, qui apprécie la voix de Philippine, lui propose de venir à Londres pour enregistrer la version française du titre Always. En 2019, ce single est classé parmi les meilleures ventes en France avec la 18e position. Il est certifié disque de platine.
À l'été 2020, Philippine participe au projet « Green Team » au profit de la fondation GoodPlanet.
En janvier 2021, elle participe à l'émission Eurovision France, c’est vous qui décidez avec le titre Bah non. Elle fait partie des douze finalistes, mais c'est finalement Barbara Pravi qui représente la France à l'Eurovision de Rotterdam,.

## Discographie

### Singles
- 2018 : Sors de ma tête
- 2019 : C'est beau, c'est toi
- 2020 : N'importe quoi
- 2020 : Bah non
- 2021 : Impossible
- 2022 : Sous l'eau (Douce France)
- 2023 : Hypocrite
- 2023 : Bleu
- 2023 : J'n'attendrai plus

### Albums
- 2023 : Par Fierté
- 2025 : CARDIO DRAME

### Collaborations
- 2019 : Always avec Gavin James.
- 2020 : Dis leur d'essayer pour Green Team avec Céphaz.
- 2020 : Ça fait longtemps pour Green Team avec Tibz.
- 2020 : Et toi avec Leonie, Léa Paci, Tibz, Les frangines, Malo' (Malory Legardinier), Tom Frager, Barry Moore.
- 2020 : Le pouvoir des fleurs 2020 pour l'institut pasteur avec Laurent Voulzy, Amir, Claudio Capéo, Keen'V, Ridsa, Boulevard des Airs, Alliel, Lola Dubini, Aloïse Sauvage, Trois Cafés Gourmands et Bilal Hassani.
- 2022 : Juramento Eterno de Sal avec Alvaro de Luna.